# Nyctixalus
Nyctixalus é um género de anfíbios da família Rhacophoridae. Está distribuído pelas Filipinas, Malaia, Samatra, Java, Bornéu e sul do Vietname.

## Espécies
- Nyctixalus margaritifer Boulenger, 1882
- Nyctixalus pictus (Peters, 1871)
- Nyctixalus spinosus (Taylor, 1920)